# 黑暗浪潮
黑暗浪潮（Dark wave或darkwave，或称为暗浪潮）是一种音乐類型，起源于 1970 年代晚期的新浪潮和后朋克运动。暗浪潮作品主要運用小调音调，內省的歌词，一般關於自己的感知、內心感受及想法，被认为帶黑暗、浪漫和凄凉的感觉，同時带点悲伤的底色。 黑暗浪潮与多种音乐类型亦有着联系，包括冷浪潮、Ethereal Wave、哥德搖滾、新古典黑暗浪潮和新民谣。
在 1980 年代，一种次文化在欧洲与暗浪潮音乐一起发展了起來，其追随者被称为浪潮者（Wavers）或黑暗浪潮者（Darkwavers）。 在德国等的国家，该运动还包括一些哥特摇滚的粉丝 （所谓的传统哥特，Trad-goths）。 

## 历史

### 1980 年代：起源

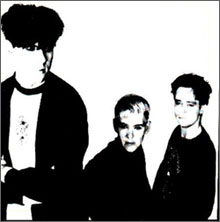
Clan of Xymox

从八十年代起， 这个词就在欧洲被用来描述新浪潮和后龐克音乐黑暗、带悲伤感的变体。 当时，“哥特”一词与哥特摇滚密不可分， 而“黑暗浪潮”的含义则变得更广泛，包含了与哥特摇滚和主要使用合成器的新浪潮音乐相关的音乐人。
该运动在国际上传播开来，Cocteau Twins 等乐队发展出 Ethereal Wave 等子类型，以及由 Dead Can Dance 和 In the Nursery 的音乐发起的新古典黑暗浪潮。 同时，与新浪潮和黑暗浪潮运动相关的不同子类型开始彼此影响。
部分德国黑暗浪潮乐队与 Neue Deutsche Welle（即德国新浪潮）有关。  其他乐队，如 Malaria! 和 The Vyllies，加入了香颂和歌舞音乐的元素，后来被称为 cabaret noir（或“dark Cabaret”，因唱片公司 Projekt Records 而在美国流行的术语）。

### 1990 年代：第二代
在 1980 年代中期新浪潮和后朋克运动消退之后， 黑暗浪潮再次成为地下运动。 来自意大利的 Ataraxia 和 The Frozen Autumn ，以及法国的 Corpus Delicti 也从这一运动演变而来，成为西罗马式音乐社区的领军音乐人。 这些乐队走的是近1980 年代新浪潮和后朋克音乐的路线。
同时，一些德国音乐人发展出更具戏剧性，穿插着德国具诗意及隐喻的歌词的风格，称为新德意志死亡藝術。其他乐队将合成器音乐与 新民謠 和新古典黑暗浪潮元素结合。

### 1990 年代至今
1993 年之后，在美国，黑暗浪潮一词与 Projekt Records 唱片公司开始相关联， 因为它被唱片公司创始人 Sam Rosenthal 在浏览了 Zillo 等德国音乐杂志的页面后采用，并已被用于在美国推广和营销来自德国唱片公司 Hyperium Records 的音乐人（例如 Chandeen 和 Love Is Colder Than Death）。
Projekt 的特色乐队有 Lycia、Black Tape for a Blue Girl 和 Love Spirals Downwards，其中一些乐队的特点是带气氛感的吉他和合成器声音以及女声 . 这种风格从 1980 年代的乐队中汲取灵感，例如 Cocteau Twins 并且通常被称为Ethereal Dark Wave。 Projekt 还与 Attrition 有着长期的联系，后者出现在该厂牌最早的合辑中。 Joshua Gunn, 路易斯安那大学传播学教授将美国式的暗波音乐描述为
将相当有限的哥特式曲目朝向电子乐的扩展和，在某种程度上，美国对欧洲发展的“Ethereal Wave”子类型的回应（例如，Dead Can Dance）。 由 Sam Rosenthal 现在位于纽约的唱片公司 Projekt 锚定，黑暗浪潮音乐少了摇，多的是滚，支持倾向于强调民谣音乐工艺、安静的人声、环境实验和合成声音的乐队 [...] Projekt 乐队，如 Love Spirals Downwards 和 Lycia 是这个子流派中最受欢迎的。